# Ugiodes
Ugiodes là một chi bướm đêm thuộc họ Erebidae.